# Sant Esteve de Palautordera
Sant Esteve de Palautordera és un municipi de la comarca del Vallès Oriental. Forma part de la subcomarca del Baix Montseny.
Limita amb els municipis de Santa Maria de Palautordera al sud, Fogars de Montclús a l'est, i Sant Pere de Vilamajor a l'oest.
| Entitat de població         | Habitants (2023) |
| Sant Esteve de Palautordera | 2.768            |
| Santa Margarida             | 277              |
| Font: Idescat               |                  |

## Geografia
- Llista de topònims de Sant Esteve de Palautordera (Orografia: muntanyes, serres, collades, indrets..; hidrografia: rius, fonts...; edificis: cases, masies, esglésies, etc).

|                        |  | Fogars de Montclús          |
| Sant Pere de Vilamajor |  |                             |
|                        |  | Santa Maria de Palautordera |

## Demografia
| 1497 f | 1515 f | 1553 f | 1717 | 1787  | 1857 | 1877 | 1887 | 1900 | 1910 |
| ------ | ------ | ------ | ---- | ----- | ---- | ---- | ---- | ---- | ---- |
| 41     | 43     | 42     | 792  | 1.126 | 765  | 680  | 677  | 667  | 708  |

| 1920 | 1930 | 1940 | 1950 | 1960 | 1970 | 1981 | 1990  | 1992  | 1994  |
| ---- | ---- | ---- | ---- | ---- | ---- | ---- | ----- | ----- | ----- |
| 764  | 789  | 831  | 807  | 782  | 888  | 972  | 1.127 | 1.194 | 1.194 |

| 1996  | 1998  | 2000  | 2002  | 2004  | 2006  | 2008  | 2010  | 2012  | 2014  |
| ----- | ----- | ----- | ----- | ----- | ----- | ----- | ----- | ----- | ----- |
| 1.282 | 1.324 | 1.461 | 1.591 | 1.798 | 2.079 | 2.364 | 2.500 | 2.555 | 2.532 |

| 2016  | 2018  | 2020  | 2022  | 2024  | 2026 | 2028 | 2030 | 2032 | 2034 |
| ----- | ----- | ----- | ----- | ----- | ---- | ---- | ---- | ---- | ---- |
| 2.599 | 2.749 | 2.864 | 3.043 | 3.080 | -    | -    | -    | -    | -    |

## Govern municipal
Resum Eleccions Municipals a Sant Esteve de Palautordera
| Candidatures | Candidatures                                                           | Reg. 2019 | % Vot 2019 | Vots 2019 | Reg. 2015 | % Vot 2015 | Vots 2015 |
| ------------ | ---------------------------------------------------------------------- | --------- | ---------- | --------- | --------- | ---------- | --------- |
|              | Junts per Catalunya (JxCat)*                                           | 6         | 47.98      | 770       | 5         | 42,15      | 561       |
|              | Vallflorida Republicana-CUP-Alternativa Municipalista (VR-CUP-AMUNT)** | 3         | 27.91      | 448       | 4         | 38,66      | 488       |
|              | Esquerra Republicana de Catalunya-Acord Municipal (ERC-AM)***          | 2         | 20.00      | 321       | 2         | 17,05      | 227       |
|              | Partit Popular (PP)                                                    | 0         | 0          | 0         | 0         | 1,20       | 16        |

* Resultats del 2015 corresponents a Convergència i Unió (CiU)
** Resultats del 2015 corresponents a CUP - Poble Actiu (CUP-PA)
*** Resultats del 2015 corresponents a ERC-Independents per Sant Esteve-Acord Municipal (ERC-IxStE-AM)

## Castell de Montclús
La construcció d'aquell castell es va fer entre els segles xi i xii. Al voltant del castell es van trobar restes d'un poblat ibèric. El castell protegeix la via romana que anava de Sant Celoni al Montseny i que després va ser camí Ral. Era conegut popularment pel castell dels moros. Ha estat relacionat amb dues famílies molt catalanes, els Umbert i els Cabrera.
Està situat en un indret que segueix l'orografia d'un turó voltat d'espadats. L'escut d'armes dels Montclús, com a cognom, era negre amb la figura heràldica anomenada montflore de color blanc al mig (aquesta figura vol representar una muntanya amb una flor de lis al capdamunt.
Constava de dos recintes, el sobirà i el jussà. El primer el formen la part residencial i de serveis del castell. El segon inclou els murs de protecció, amb les seves sageteres i merlets.
Llegenda : Pacte amb el diable del senyor de Montclús.
El senyor del castell de Montclús va patir un gir de fortuna i va cridar al diable per vendre-li l'ànima a canvi d'una condició: que en el set anys següents pogués anar tirant de veta. La nit que va vèncer el termini, Llucifer va trucar a la porta i la senyora l'obrí. Ella va dir-li que s'esperes una mica, perquè el senyor estava fent el testament. Mentre s'esperava, la dama li va tirar al damunt una creueta d'argent que havia posat al foc abans que arribés, i Llucifer va sortir corrents.

## Personatges coneguts
- Josep Pedragosa Monclús (1872-1957), religiós dedicat a la beneficència
- Esteve Rovira i Illa, director de cinema i televisió
- Albert Baró (1996), actor
- Eloi Vila (1972), presentador de TV (actualment Al Cotxe!)
- Jaume Mateu (1955), pallasso català conegut també com a Tortell Poltrona.